# Isla de la Luna
Isla de la Luna är en ö i Bolivia.   Den ligger i departementet La Paz, i den västra delen av landet, 500 km nordväst om huvudstaden Sucre. Arean är 1,1 kvadratkilometer. Isla de la Luna ligger i sjön Lago de Huiñaymarca.